# José Álvarez Cubero

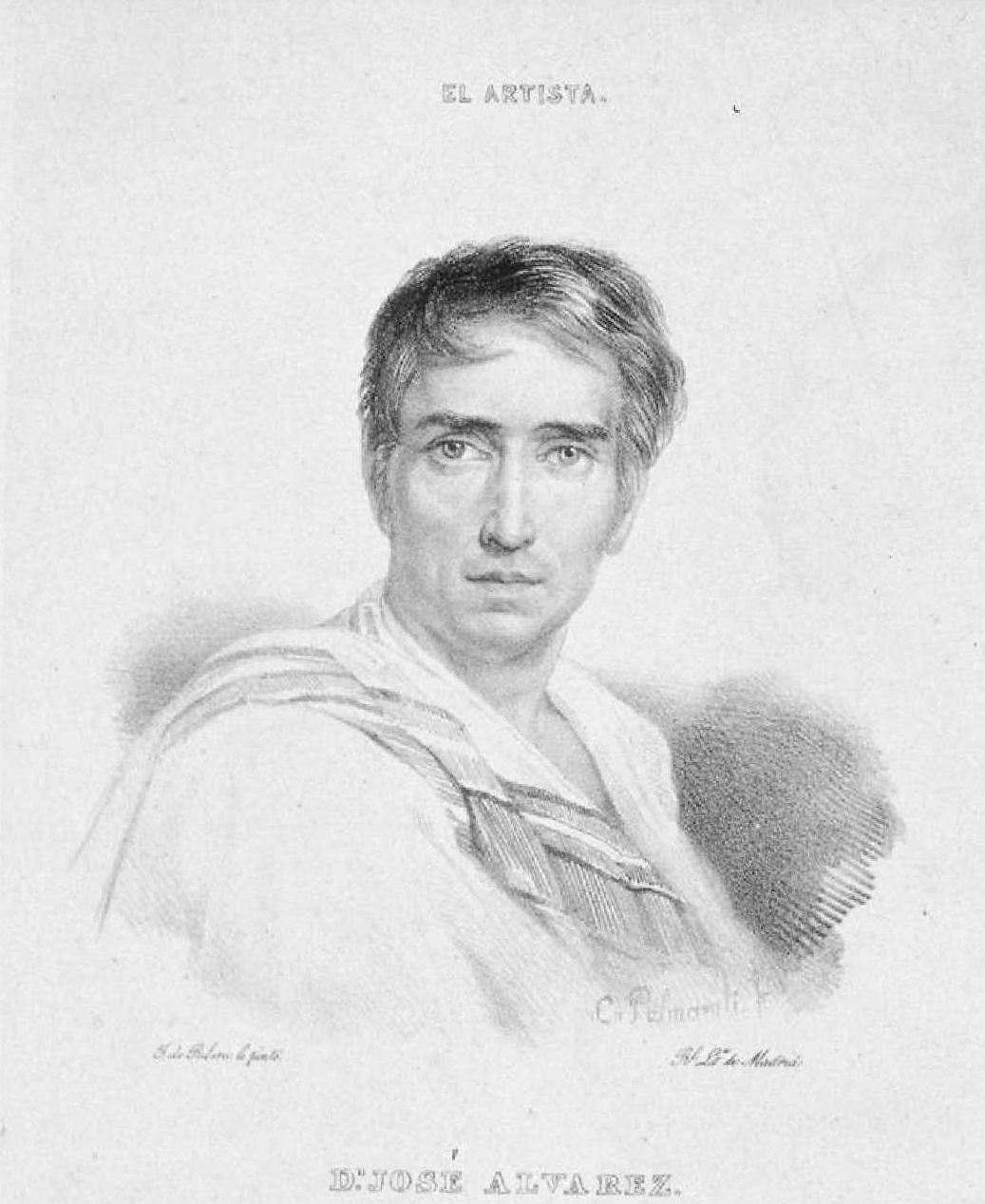
José Álvarez Cubero, 1835.

José Álvarez Cubero (* 23. April 1768 in Priego de Córdoba; † 26. November 1827 in Madrid) war ein spanischer Bildhauer.

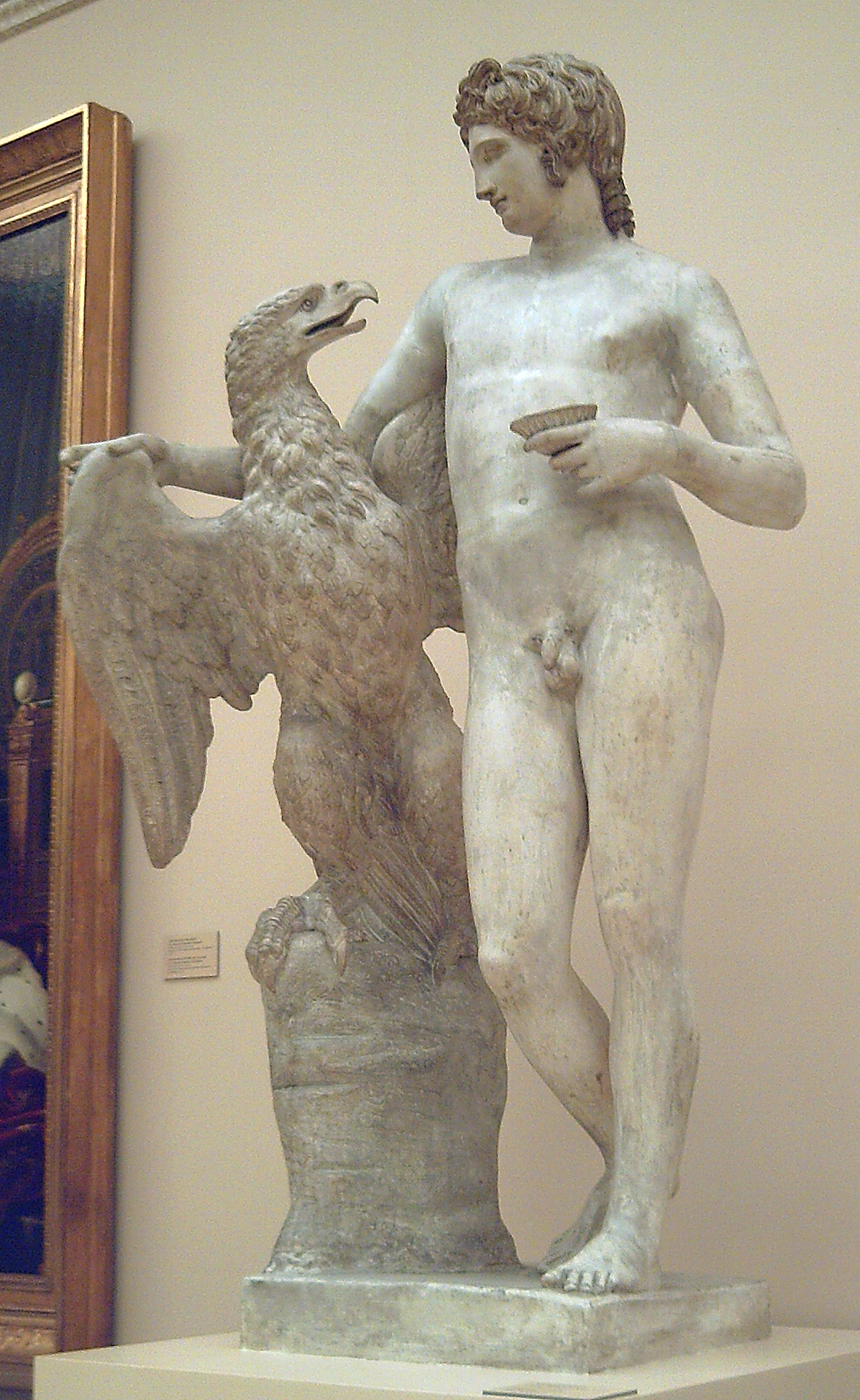
Ganymed (1804, R.A.B.A.S.F., Madrid).

José Álvarez kam als 20-Jähriger nach Granada, wo er auf der Akademie zeichnete, nebenbei aber auch modellierte. Seit 1794 studierte er der Akademie San Fernando in Madrid. Dort gewann er den ersten akademischen Preis mit einem Reliefs, das den König Ferdinand I. und seiner Söhne, die Leiche des Heiligen Isidor tragend, darstellte. Dies bewog den König, ihm 12.000 Reales Jahresgehalt zur weiteren Ausbildung ab 1799 in Paris und Rom zu bewilligen.
In Rom bekam er von Napoléon Bonaparte den Auftrag, für den Palast Quirinal, vier Basreliefs zu schaffen, die aber wegen der politischen Verhältnisse nicht über Gipsmodelle hinauskamen. In Rom schuf Álvarez 1818 die Gruppe: Antilochos und Memnon, sowie die kolossale Gruppe: Verteidigung von Zaragoza, die, in Marmor ausgeführt, ins Museum zu Madrid kam. 1823 wurde Álvarez als auswärtiges Mitglied in die Académie des Beaux-Arts aufgenommen. 1826 kehrte er nach Madrid zurück, und starb ein Jahr später.
Álvarez gehörte zu dem Kreis der zeitgenössischen Bildhauer, welche sich, wie Bertel Thorwaldsen und Antonio Canova, nach der Antike gebildet haben. Mit Canova ist seine Kunst am meisten verwandt, übertrifft ihn nach Auffassung spanischer Kunsthistoriker an Leidenschaftlichkeit der Bewegung und Energie des Ausdrucks.